# Ryba na sucho
Ryba na sucho (cz. Ryba na suchu) – czeski czarno-biały film komediowy w reżyserii i według scenariusza Vladimíra Slavínskiego, zrealizowany w 1940 w Protektoracie Czech i Moraw. Adaptacja sztuki teatralnej Karela Konstantina.

## Obsada
- Vlasta Burian jako František Ryba
- Vítězslav Vejražka jako inż. František Pánek
- Jaroslav Marvan jako starosta Jaroslav Hořánek
- Zdeňka Baldová jako żona starosty
- Václav Trégl jako emeryt Tichý
- Josef Gruss jako księgowy Vodička
- Helena Bušová jako Boženka
- Rudolf Deyl starszy jako profesor
- Anna Letenská jako Kučerová
- Antonín Jedlička jako syn Kučerovej, uczeń kominiarski
- František Filipovský jako radny Rypáček
- Vladimír Řepa jako radny Hoblík
- František Paul jako radny Žužla
- Darja Hajská jako Mastná
- Sláva Grossmann jako radny
- F. X. Mlejnek jako radny
- Viktor Nejedlý jako radny
- Zdeněk Šavrda jako inżynier przy regulacji
- Vladimír Štros jako pomocnik przy regulacji